# Segretario del lavoro degli Stati Uniti d'America
Il segretario del lavoro degli Stati Uniti d'America (in inglese United States Secretary of Labor) è un membro del gabinetto del presidente degli Stati Uniti d'America ed è il capo del Dipartimento del lavoro degli Stati Uniti d'America.
In precedenza esisteva un segretario del commercio e del lavoro, finché il dipartimento non fu scisso in due dipartimenti differenti, quello del Commercio e quello del Lavoro.
Il segretariato del lavoro detiene il primato di aver avuto a capo, nel corso degli anni, ben otto donne.

## Elenco
| #  | Foto                   | Nome                                     | Stato di residenza | Mandato           | Mandato           | Presidente sotto il quale si è svolto il mandato |
| #  | Foto                   | Nome                                     | Stato di residenza | Inizio            | Termine           | Presidente sotto il quale si è svolto il mandato |
| -- | ---------------------- | ---------------------------------------- | ------------------ | ----------------- | ----------------- | ------------------------------------------------ |
| 1  | William B. Wilson      |                                          | Pennsylvania       | 6 marzo 1913      | 4 marzo 1921      | Woodrow Wilson                                   |
| 2  | James J. Davis         |                                          | Pennsylvania       | 5 marzo 1921      | 30 novembre 1930  | Warren Harding, Calvin Coolidge, Herbert Hoover  |
| 3  | William N. Doak        |                                          | Virginia           | 9 dicembre 1930   | 4 marzo 1933      | Herbert Hoover                                   |
| 4  | Frances Perkins        |                                          | New York           | 4 marzo 1933      | 30 giugno 1945    | Franklin Roosevelt, Harry Truman                 |
| 5  | Lewis B. Schwellenbach |                                          | Washington         | 1º luglio 1945    | 10 giugno 1948    | Harry Truman                                     |
| 6  | Maurice J. Tobin       |                                          | Massachusetts      | 13 agosto 1948    | 20 gennaio 1953   | Harry Truman                                     |
| 7  | Martin P. Durkin       |                                          | Illinois           | 21 gennaio 1953   | 10 settembre 1953 | Dwight D. Eisenhower                             |
| 8  | James P. Mitchell      |                                          | New Jersey         | 9 ottobre 1953    | 20 gennaio 1961   | Dwight D. Eisenhower                             |
| 9  | Arthur Goldberg        |                                          | Washington         | 21 gennaio 1961   | 20 settembre 1962 | John Fitzgerald Kennedy                          |
| 10 | W. Willard Wirtz       |                                          | Illinois           | 25 settembre 1962 | 20 gennaio 1969   | John Fitzgerald Kennedy, Lyndon Johnson          |
| 11 | George Shultz          |                                          | Illinois           | 22 gennaio 1969   | 1º luglio 1970    | Richard Nixon                                    |
| 12 | James D. Hodgson       |                                          | California         | 2 luglio 1970     | 1º febbraio 1973  | Richard Nixon                                    |
| 13 | Peter J. Brennan       |                                          | New York           | 2 febbraio 1973   | 15 marzo 1975     | Richard Nixon, Gerald Ford                       |
| 14 | John Thomas Dunlop     |                                          | Massachusetts      | 18 marzo 1975     | 31 gennaio 1976   | Gerald Ford                                      |
| 15 | William Usery Jr.      |                                          | Georgia            | 10 febbraio 1976  | 20 gennaio 1977   | Gerald Ford                                      |
| 16 | Ray Marshall           |                                          | Texas              | 27 gennaio 1977   | 20 gennaio 1981   | Jimmy Carter                                     |
| 17 | Raymond J. Donovan     |                                          | New Jersey         | 4 febbraio 1981   | 15 marzo 1985     | Ronald Reagan                                    |
| 18 | William E. Brock       |                                          | Tennessee          | 29 aprile 1985    | 31 ottobre 1987   | Ronald Reagan                                    |
| 19 | Ann Dore McLaughlin    |                                          | Washington         | 17 dicembre 1987  | 20 gennaio 1989   | Ronald Reagan                                    |
| 20 | Elizabeth Dole         |                                          | Kansas             | 25 gennaio 1989   | 23 novembre 1990  | George H. W. Bush                                |
| 21 | Lynn Morley Martin     |                                          | Illinois           | 22 febbraio 1991  | 20 gennaio 1993   | George H. W. Bush                                |
| 22 | Robert Reich           |                                          | Massachusetts      | 22 gennaio 1993   | 10 gennaio 1997   | Bill Clinton                                     |
| 23 | Alexis Herman          |                                          | Alabama            | 1º maggio 1997    | 20 gennaio 2001   | Bill Clinton                                     |
| 24 | Elaine Chao            |                                          | Kentucky           | 29 gennaio 2001   | 20 gennaio 2009   | George W. Bush                                   |
| 25 | Hilda Solis            |                                          | California         | 24 febbraio 2009  | 22 gennaio 2013   | Barack Obama                                     |
| 26 | Tom Perez              |                                          | Maryland           | 23 luglio 2013    | 20 gennaio 2017   | Barack Obama                                     |
| 27 | Alexander Acosta       |                                          | Florida            | 28 aprile 2017    | 19 luglio 2019    | Donald Trump                                     |
| 28 | Eugene Scalia          |                                          | Virginia           | 30 settembre 2019 | 20 gennaio 2021   | Donald Trump                                     |
| 29 | Marty Walsh            |                                          | Massachusetts      | 23 marzo 2021     | 12 marzo 2023     | Joe Biden                                        |
| 30 | Lori Chavez-DeRemer    | L-25-03-12-A-SecretaryLoriChavez-DeRemer | Oregon             | 11 marzo 2025     | in carica         | Donald Trump                                     |